# Cellulasi
Le cellulasi sono una famiglia di enzimi, prodotti principalmente da funghi, batteri e protozoi che appartengono alla famiglia delle idrolasi e che catalizzano l'idrolisi dei legami 1,4-β-D-glicosidici nella cellulosa, lichenina e dei β-D-glucani dei cereali. Sono comunque presenti anche forme di cellulasi in organismi animali e vegetali, spesso differenti per struttura e meccanismo di reazione.
Nella nomenclatura definisce la reazione catalizzata da questo enzima una endoidrolisi dei legami glicosidici beta 1,4 nella cellulosa; l'idrolisi può avvenire anche nei legami glicosidici di lichenina e altri glucani.
Altri nomi usati per la cellulasi sono: endoglucanasi, Endo-1,4-beta-glucanasi, carbossimetil cellulasi, endo-1,4-beta-D-glucanasi, beta-1,4-glucanasi, beta-1,4-endoglucano idrolasi, celludestrinasi e avicelasi.

## Diverse forme
In base al tipo di reazione catalizzata si distinguono cinque classi di cellulasi: l'azione in sequenza di alcuni di questi enzimi porta alla degradazione di questo polisaccaride in subunità semplici di glucosio. 
Per prima cosa la cellulosa esiste in ambito biologico in forma di catene fortemente associate tra loro mediante molti legami idrogeno; la endocellulasi rompe i legami di questa struttura cristallina esponendo le singole catene. La esocellulasi preleva, sempre per idrolisi, da due a quattro unità dalle estremità delle catene prodotte dando luogo a tetrasaccaridi, trisaccaridi (cellotriosio) o disaccaridi (cellobiosio). Ci sono due principali tipi di esocellulasi (o cellobioidrolasi, abbreviato in CBH): un tipo che opera sull'estremità riducente l'altra sull'estremità non riducente della catena. Successivamente la cellobiasi o beta glucosidasi idrolizzano i prodotti dell'enzima precedente formando singoli monosaccaridi di glucosio.
Vi sono inoltre le cellulasi ossidative, come la cellobiosio deidrogenasi, che depolimerizzano la cellulosa con una reazione radicalica. Infine la cellulosa fosforillasi che depolimerizza il polisaccaride per fosforolisi invece che idrolisi (usando quindi il fosfato invece dell'acqua).